# Libor Dolana
Libor Dolana (* 6. květen 1964, Hradec Králové) je bývalý český hokejista. Syn hokejového reprezentanta Jiřího Dolany. Mnohonásobný reprezentant Československa, hráč Hradce Králové, Pardubic, Havlíčkova Brodu a Dukly Jihlava.

## Hráčská kariéra
První hokejové krůčky učinil Libor Dolana v rodném Hradci Králové. Mateřský klub Stadion Hradec Králové opouští již v patnácti letech, když posiluje dorost v nedalekých Pardubicích. V Pardubicích hraje necelé 4 roky a v roce 1982 rukuje na vojnu. Začíná v rezervě Dukly Jihlava v Písku, ale trenéři jej brzy povolají do prvního týmu v Jihlavě. Po skončení vojenské služby chce zůstat nadále hráčem Dukly Jihlava a odmítá se vrátit zpět do Pardubic. Za to jej disciplinární komise trestá zastavením činnosti na 12 měsíců nepodmíněně. Po absolvování nucené roční přestávky v sezóně 1984/85 konečně může nastoupit za svůj vysněný tým a v Dukle Jihlava zůstává až do roku 1997. Věrný jihlavskému klubu je úctyhodných 15 let, ve kterých se může radovat ze zisku dvou mistrovských titulů v letech 1983 a 1991.